# Westermarsch I
Westermarsch I war bis zur Kommunalreform 1972 eine selbständige Gemeinde in Niedersachsen und als solche Verbandsmitglied der Samtgemeinde Leybucht. Heute ist Westermarsch I ein Ortsteil der ostfriesischen Stadt Norden mit 396 Einwohnern (Stand: 30. Juni 2022), die sich auf einer Fläche von 19,42 km² verteilen.

## Name
Der Name Westermarsch I kennzeichnet einerseits den Landschaftstyp des Ortes (Marsch) und bezeichnet andererseits seine Lage im Westen der historischen Region Norderland (siehe Ostermarsch). Die römische Ziffer im Namen des Ortes unterscheidet die ehemalige Kommunalgemeinde vom benachbarten Westermarsch II.

## Struktur, Lage und Verkehrsanbindung
Westermarsch I ist als Marschenort von der großbäuerlichen Landwirtschaft geprägt. Im Ortsgebiet gibt es neben den vereinzelt liegenden Gulfhöfen mehrere Siedlungskerne. Dazu gehören unter anderem Mittelmarsch, Altendeich und Westermarscherloog.
Westermarsch I grenzt im Osten an die Stadt Norden und im Norden an Westermarsch II. Die Nordseeküste bildet die natürliche Grenze im Westen und der Wasserlauf des Norder Tiefs sowie der Norder Stadtteil Neuwesteel im Süden.
Die Landesstraße 27 verbindet Westermarsch I mit der Stadt Norden und Greetsiel. Die Kreisstraße 214 führt von Westermarsch I nach Norddeich.

## Geschichte
Mit der Eindeichung der sogenannten Westermarscher Neulande wurde im Jahr 1425 mit dem Bau des Fokko-Ukena-Deiches begonnen. Bis dahin schützten wie überall in den Marschgebieten von Menschenhand errichtete Warften die Bewohner der Neulande vor dem Meer.
Das bedeutsamste schriftliche Dokument für die Geschichte des Ortes ist die Altendeicher Schulchronik, deren älteste Teile aus dem Jahr 1622 stammen und die neben der Entwicklung der Schule auch auf die Geschichte des Ortes eingeht. Danach wurde bereits 1622 für die Kinder der Bauern und Hausleute ein Lehrer angestellt. Weitere Daten und Fakten, die in der Chronik verzeichnet sind:
- Um 1771 grassierte in Westermarsch eine große Viehseuche, die für die rund 600 Einwohner des Dorfes zu großer wirtschaftlicher Not führte.
- Eine Ziegelei mit einer Ofenkapazität von rund 20.000 Steinen wurde an der heutigen Kreisstraße 214 im Jahr 1774 errichtet. Sie bestand bis in die 1970er Jahre. Drei Jahre später wurde außerdem eine Zuckersiederei errichtet.
- Nach einem Deichbruch im Jahr 1825 wurden große Teile des Ortes verwüstet.
- Eine erste regelrechte Verkehrsanbindung der Westermarsch an die Stadt Norden erfolgte zwischen 1873 und 1875. Bis dahin wurden aufgrund der schlechten Wegeverhältnisse die kleinen und größeren Wasserläufe als Transportwege genutzt.

Am 1. Juli 1972 wurde die Gemeinde Westermarsch I in die Stadt Norden eingegliedert.

## Religion und Soziales
Weit über 90 % der Westermarscher Bevölkerung gehören der Evangelisch-Lutherischen Kirche, Andreas-Kirchengemeinde, Gottfried-Keller-Straße, an. Etwa 3 % sind Mitglieder evangelischer Freikirchen. Rund 1 % sind Katholiken. Kirchengebäude sind in Westermarsch I nicht vorhanden. Die verschiedenen Kirchenmitglieder werden seit jeher von Norden aus betreut. Über mehrere Jahre wurden Gottesdienste in der Begegnungsstätte durchgeführt. Ein Frauenkreis trifft sich dort regelmäßig.
Die Kindertagesstätte der AWO befindet sich neben der Begegnungsstätte in einer früheren Schule. 
Eine noch ältere Schule, die nach Schließung eine bundesweit bekannte Bar wurde, ist heute dem Zerfall preisgegeben.

## Mit Westermarsch I verbundene Personen
- Friedrich Swart (1883–1957), Agrarhistoriker, wurde in Westermarsch I geboren.